# Гаррісон Шмітт
Гаррісон Гаґан «Джек» Шмітт (англ. Harrison Hagan «Jack» Schmitt; нар. 3 липня 1935, Санта-Ріта, штат Нью-Мексико) — астронавт США. У 1977—1983 роках — сенатор США від Республіканської партії.

## Біографія
У 1957 році закінчив Каліфорнійський технологічний інститут, здобув ступінь бакалавра за фахом геологія. У 1957—1958 роках слухав курс лекцій в Університеті Осло (Норвегія). У 1964 році здобув ступінь доктора наук з геології в Гарвардському університеті. Працював у Геологічному управлінні Осло, Геологічному управлінні США (штат Нью-Мексико і Монтана) і протягом двох років геологом на Алясці. З 1965 року — у групі астронавтів Національного управління з аеронавтики і дослідження космічного простору США. Безпосередньо перед приходом у Центр пілотованих космічних кораблів США працював у відділі астрогеології Геологічного управління США штат Аризона), де брав участь в складанні карт Місяця і планет.

## Політ на Місяць
7—19 грудня спільно з Юджином Сернаном і Роналдом Евансом здійснив політ на Місяць як пілот Місячної кабіни космічного корабля «Аполлон-17». Місячна кабіна зі Шміттом і Сернаном примісячилася в районі гір Тавр і кратера Літров 11 грудня 1972 року. На Місяці Шмітт пробув 75 годин, включаючи 3 виходи на його поверхню загальною тривалістю 22 години 5 хвилин. При пересуванні по Місяцю Шмітт і Сернан користувалися місяцеходом. Політ тривав 12 діб 9 годин 51 хвилину.